# Крушиняны
Крушиня́ны (также Кружиняна, пол. Kruszyniany, тат. Krujinyana, бел. Крушыняны) — татарская деревня в Польше, Подляское воеводство, Сокульский повят, с населением 160 человек. Одна из двух татарских деревень в Сокульском повяте, другая — Бохоники.

## История
Около 1683 года липкинские татары получили землю в Крушинянах в награду за помощь Яну III Собескому в битве при Вене и спасение его жизни во время битвы при Парканах. Деревню основал полковник Самуил Мирза Кричинский. Вместе с ним сюда приезжает ещё 45 семей.

## Население
На сегодняшний день в деревне проживает около 160 человек. Разговаривают на польско-белорусском смешанном говоре.
1980 году в деревне проживало 289 человека, из них 33 — мусульмане, остальные же католики и православные.

## Достопримечательности
- Крушинянская мечеть 18 века — одна из старейших мечетей в Польше, регистрационный номер: A-62, 03/11/1960 год.

- Татарское мусульманское кладбище 17 века — Мицар, регистрационный номер: A-63, 31.12.1986 год[1].

- Экуменическая тропа вокруг залива Озераны, построенная в 2006 году, начинается и заканчивается в Крушинянах.

- Заказник Нетупа («Черный рог»).

- Многочисленные обзорные точки, например, Космата-гура.

## Галерея

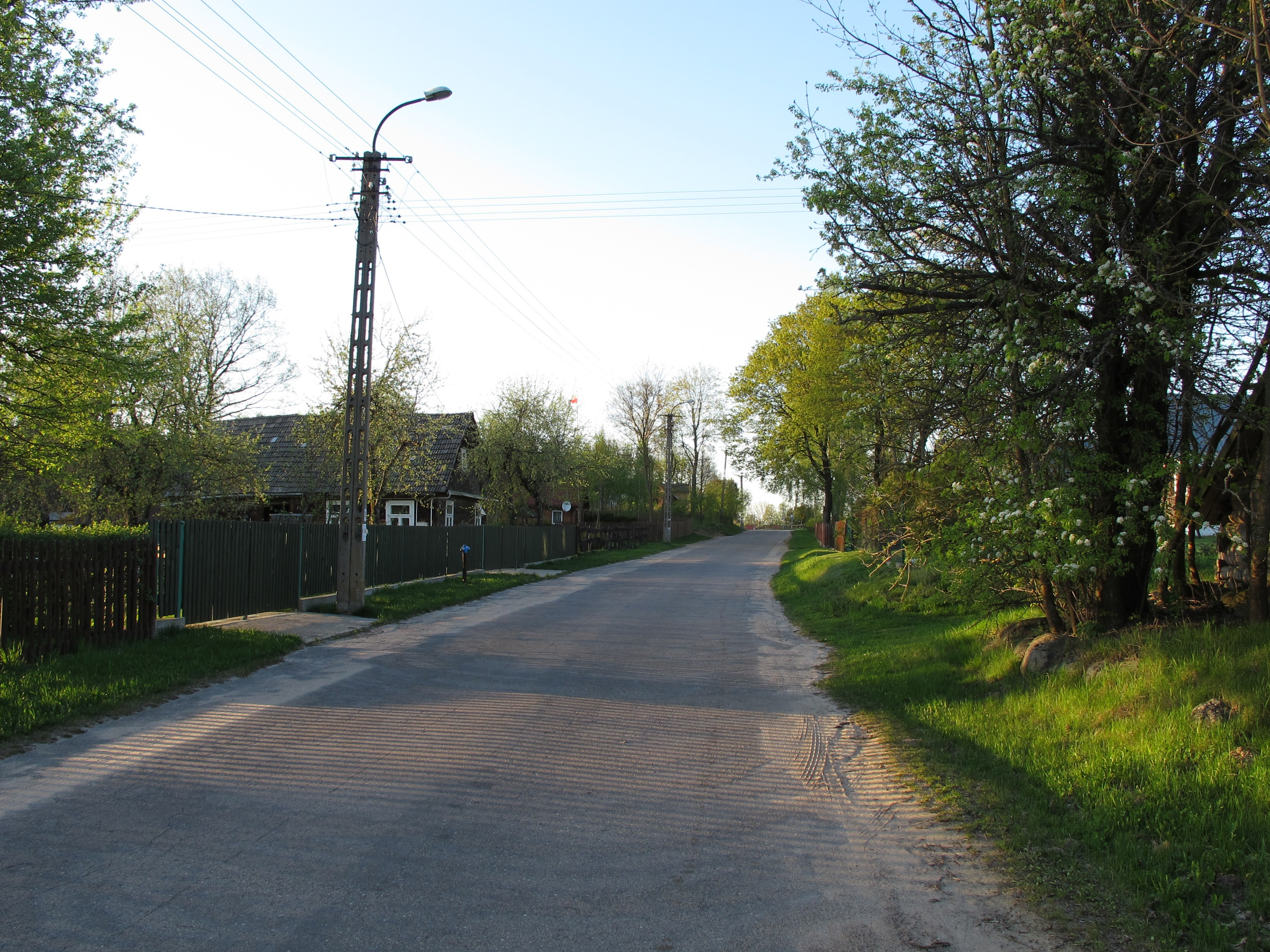
Кружиняна
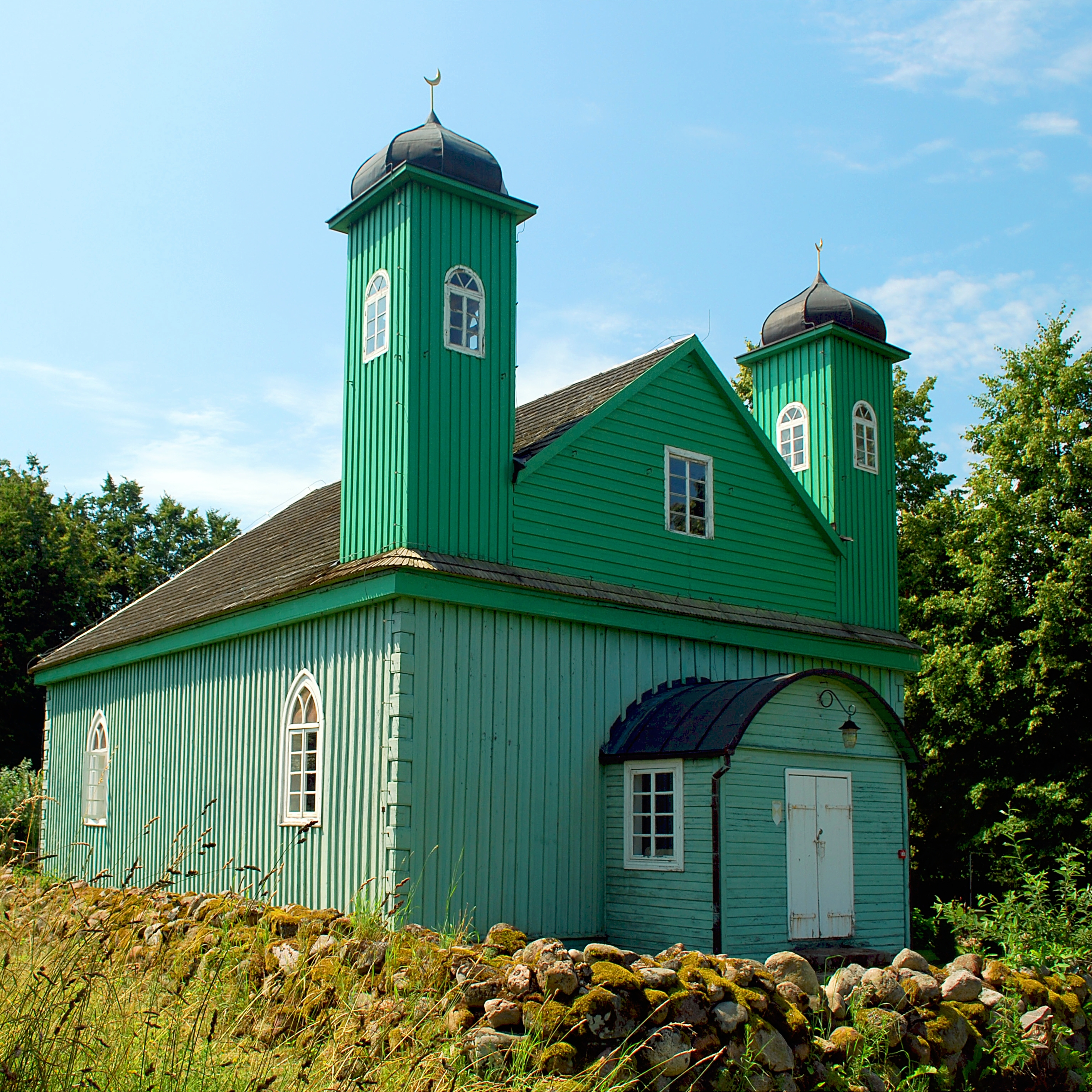
Мечеть в Крушинянах
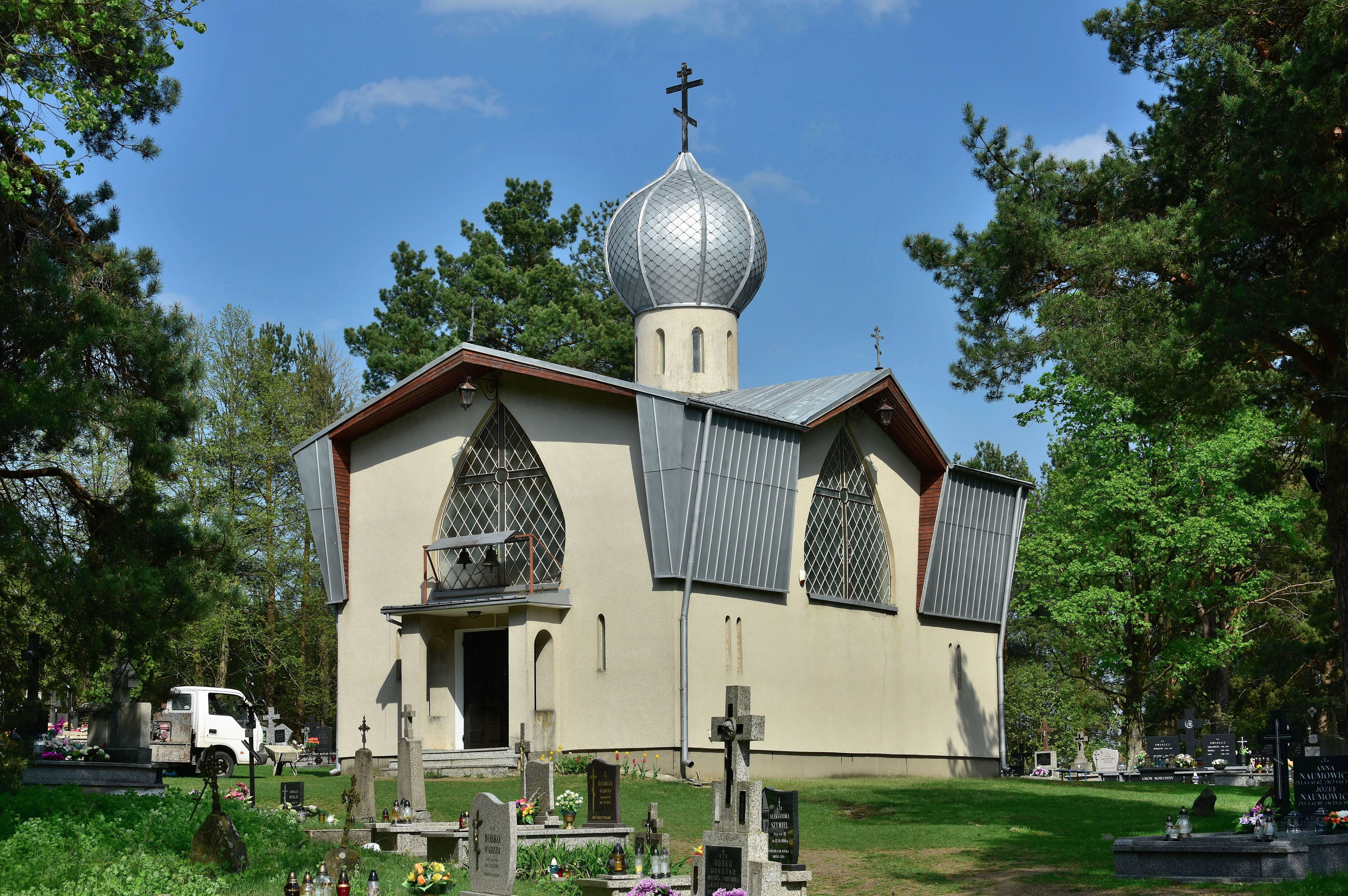
Православная церковь святой Анны
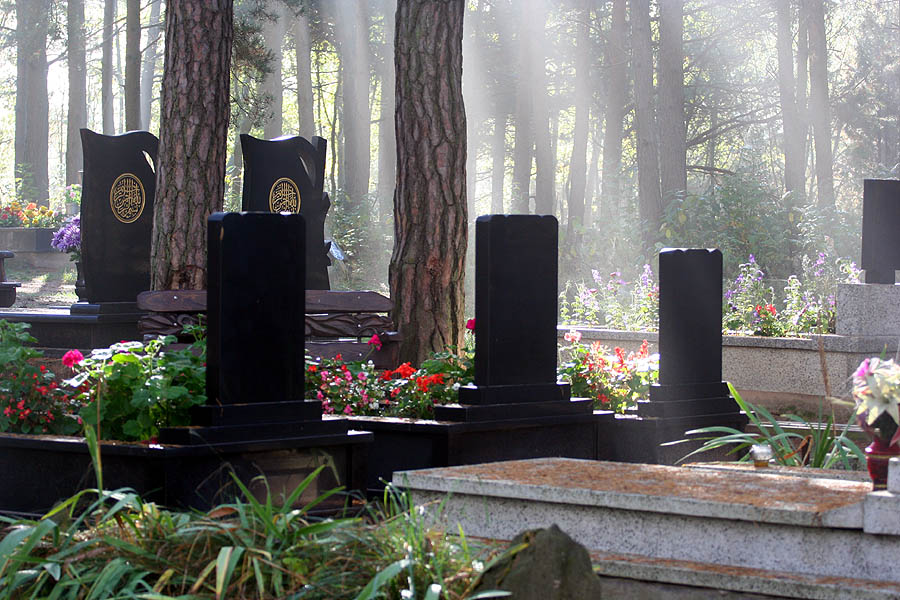
Татарское кладбище
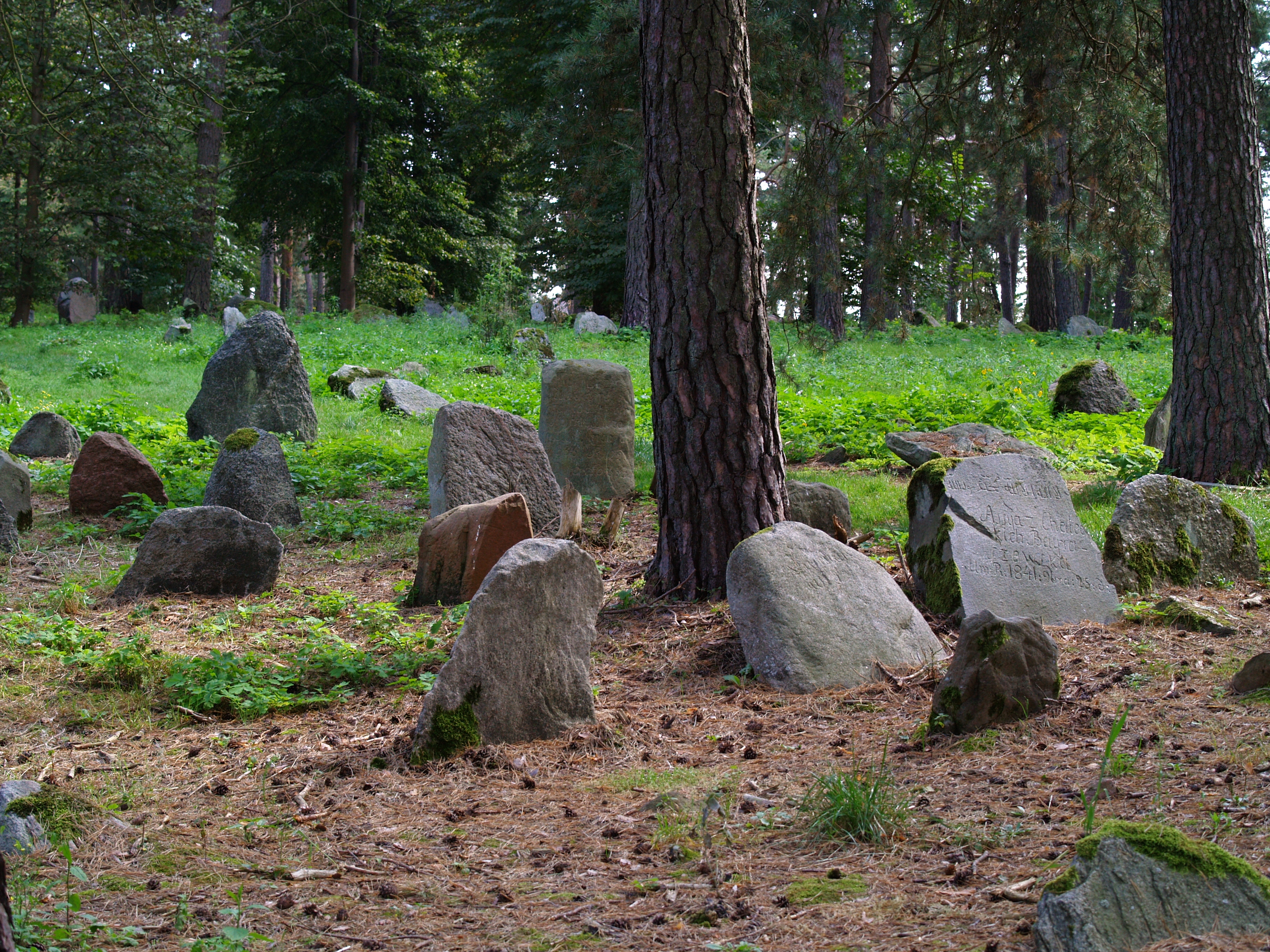
Татарское кладбище